# Hy soect de byle
Hy soect de byle is een schilderij uit de school van (of naar) de Zuid-Nederlandse schilder Jheronimus Bosch in het Centrum voor Oude Kunst 't Vliegend Peert in het Belgische Mechelen.

## Voorstelling

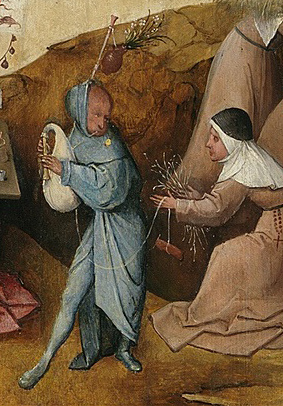
Hooiwagen-drieluik, detail.

Het stelt een dronken man voor op de rug van een oude vrouw. De man wordt achternagezeten door een boze man in vrouwenkleding, die op het punt staat zijn zwaard te trekken. Daarbij wordt hij tegengehouden door een vrouw met een trechter op haar hoofd. Links staat een klein mannetje met pijl-en-boog, die naar het touw grijpt waarmee de oude vrouw de dronken man draagt. De precieze betekenis van de voorstelling is onduidelijk, maar het is vrijwel zeker een hekeling van dronkenschap en lust. 
De voorstelling speelt zich af voor een herberg. Deze is te herkennen aan het uithangbord met bijl. Veel herbergen droegen in de zestiende eeuw de naam ‘in 't bylken’. Onder het uithangbord is een kruik met varen en meiklokjes te zien. De kruik en ’mei’ zijn eveneens verwijzingen naar het herbergwezen. De dronken man die zich laat dragen door de oude vrouw houdt een drinkkan omhoog en op zijn rug hangt een doedelzak met een worstje eraan. Deze twee attributen, de drinkkan en het worstje, verwijzen naar de mans drankzucht en seksuele interesse. Hij is letterlijk en figuurlijk door de mand gevallen. Met de hand waarmee de dronken man zijn lege doedelzak vasthoudt wijst hij naar de oude vrouw, alsof zijn medeschuldig is. Mogelijk heeft zij zijn ‘pijp geledigd’.

## Toeschrijving
Het werk wordt in de literatuur toegeschreven aan de omgeving, het atelier of een navolger van Jheronimus Bosch. Veel details op het schilderij zijn aan deze schilder ontleend. Zo komt de ‘meikruik’ ook voor, hangend aan de doedelzak van de blauwe muzikant op de voorgrond van het Hooiwagen-drieluik van Jheronimus Bosch. De vrouw met de trechter op haar hoofd doet denken aan de kwakzalver op De keisnijding. Volgens Bosch-auteur Paul Vandenbroeck is het werk een kopie naar een verloren gegaan schilderij van Bosch.

## Herkomst
Het werk werd voor het eerst gesignaleerd op 4 juni 1958 op een veiling bij het Paleis voor Schone Kunsten in Brussel. Omstreeks 2001 bevond het zich in een privéverzameling in Mechelen. Tegenwoordig bevindt het zich in het Centrum voor Oude Kunst 't Vliegend Peert, Museum Het Zotte Kunstkabinet eveneens in Mechelen.